# يعقوب بن صابر المنجنيقي
أبو يوسف يعقوب بن صابر بن بركات بن عمار بن على بن الحسين بن على بن حوثرة، الحراني الأصل بغدادي المولد والدار المنجنيقي، الملقب نجم الدين (554هـ - 626هـ) شاعر المشهور. ذكره ابن الدبيثي في تاريخه، وقال عنه: «كان يعقوب المذكور متقدما على أهل صناعته (يعنى في صنعة المنجنيق وما يتعلق به)، وكان فيه فضل، ويقول الشعر، سمع شيئا من الحديث من أبي المظفر ابن السمرقندي، وأبي منصور ابن الشطرنجي».
وقال ابن الشعار في بغية الوعاة: «كان ابن صابر جنديا في ابتداء أمره، متقدما على المنجنيقيين بمدينة السلام ببغداد، ولم يزل مغرى بآداب السيف والقلم وصناعة السلام والرياضة، واشتهر بذلك، ولم يلحقه أحد من أبناء زمانه في درايته وفهمه لذلك، وصنف فيه كتابا سماه "عمدة السالك في سياسة الممالك" ولم يتممه، وهو مليح في معناه يتضمن أحوال الحروب وتعبيتها، وفتح الثغور، وبناء المعاقل، وأحوال الفروسية، والهندسة والمصابرة على القلاع والحصار والرياضة الميدانية، والحيل الحربية، وفنون العلاج بالسلاح، وعمل أداة الحرب والكفاح، وصنوف الخيل وصفتها، وقد قسم هذا الكتاب ورتبه أبوابا، كل باب منه يشتمل على فصول».
كان شيخا هشا مليحا لطيفا فكها طيب المحاروة، شريف النفس متواضعا، فيه تودد وبشر وسكون، وهو مع ذلك شاعر مكثر مجيد ذو معان مبتكرة، يقصد الشعر، ويعمل المقاطيع، وجمع من شعره كتابا مختصرا سماه «مغاني المعاني»، ومدح الخلفاء، وكانت له منزلة لطيفة عند الإمام الناصر لدين الله أبى العباس أحمد خليفة العصر في ذلك الوقت. وتوفى ابن صابر سنة (626هـ) ببغداد.